# Joseph Sheridan Le Fanu
Joseph Sheridan Le Fanu (Dublin, 1814. augusztus 28. – 1873. február 7.) ír prózaíró.

## Élete és munkássága
Hugenotta származású a családja, apja főesperes volt, dédnagybátyja Richard Brinsley Sheridan, a 18. századi drámaíró. Jogot tanult a dublini Trinity College-ban, de az iskola befejezése után újságíró, szerkesztő lett. Később megvásárolta az általa szerkesztett Dublin University Magazine-t, ahol számos írása is megjelent. Munkássága alatt a folyóirat európai tekintélyre tesz szert. 
Írásaira nagy hatással volt a 18. századi gótikus irodalom, valamint Swedenborg filozófiája.
Egyik leghíresebb műve a Carmilla című vámpírtörténet, amely egyik előképe volt Bram Stoker Drakulá-jának is.
Felesége 1858-as halála után visszavonultan élt. Utolsó éveiben szívbetegség gyötörte, visszatérő rémálmai voltak, az egyik ilyen álomból nem ébredt fel.
Több íróra is nagy hatást gyakorolt. James Joyce például többször is utal rá és műveire Finnegans Wake-ben. Egyesek az ír Poe-nak nevezték.
Magyarul Fogadó a Repülő Sárkányhoz címmel jelent meg novelláskötete, amely több kiadást is megért, valamint számos folyóirat, antológia is közölte írásait.

## Főbb művei
- The Cock and Anchor, 1845 (A kakas és Horgony)
- The House by the Churchyard, 1863 (Ház a temető mellett)
- Uncle Silas, 1864 (Silas bácsi)
- In a Glass Darkly, 1872 (Egy pohárban, sötétben)
- Willing to Die, posztumusz (Meghalni kész)

## Magyarul megjelent művei
- An Authentic Narrative of a Haunted House (1862) 
  - Egy szellemjárta ház hiteles története. Inː Fogadó a Repülő Sárkányhoz. Budapest, Európa Könyvkiadó, 1984. 225. o. ISBN 963-07-3259-9 (Fordította: Rózsa György)
  - Egy szellemjárta ház hiteles története. Inː A múmia lába. Budapest, Népszava, 1990, 46. o. (Fordította: Rózsa György)
  - Egy szellemjárta ház hiteles története. Rakéta Regényújság XVII. évfolyam 19. szám, 1990. május 8. (Fordította: Rózsa György)

- Carmilla (1872) 
  - Carmilla. Inː Galaktika 51. – Tudományos-fantasztikus antológia. Budapest, Kozmosz Könyvek, 1983. 35. o. (Fordította: Elek István)
  - Carmilla. Inː Fogadó a Repülő Sárkányhoz. Budapest, Európa Könyvkiadó, 1984, 125. o. ISBN 963-07-3259-9 (Fordította: Kiss Zsuzsa)
  - Carmilla. Inː Carmilla – Denner Ignác. Budapest, Jószöveg Műhely Kiadó, 2006 (Olcsó könyvtár) ISBN 963-7052-41-0 (Fordította: Elek István)
  - Carmilla. Inː Fogadó a repülő sárkányhoz – És más kísértethistóriák. Pécs, Alexandra Könyvkiadó, 2006 (A krimi gyöngyszemei) ISBN 963-369-609-7 (Fordította: N. Kiss Zsuzsa)
  - Carmilla. Inː A vámpír – Szimbolikus biográfia. Budapest, Európa Könyvkiadó, 2006 ISBN 963-07-8153-0 (Fordította: N. Kiss Zsuzsa)

- The Dead Sexton, Once a Week Christmas, 1871
  - A halott sekrestyés. Inː Düledék palota. Budapest, Magvető Könyvkiadó, 2009 (Fordította: Totth Benedek)

- The Familiar (1851, ismert még The Watcher címen is.) 
  - A vigyázó szem. Inː Fantasztikus történetek. Budapest, Gondolat Könyvkiadó, 1966, 95. o. (Sikerkönyvek) (Ford.: Borbás Mária)
  - A kísérő szellem. Inː A három idegen 1-2 – XIX. századi angol elbeszélők. Budapest, Európa Könyvkiadó, 1980. 281. o. ISBN 963-07-2033-7 (Fordította: Borbás Mária)
  - A kísérő szellem. Inː Fogadó a Repülő Sárkányhoz. Budapest, Európa Könyvkiadó, 1984. 45. o. ISBN 963-07-3259-9 (Fordította: Borbás Mária)
  - A kísérő szellem. Inː Fogadó a repülő sárkányhoz – És más kísértethistóriák. Pécs, Alexandra Könyvkiadó, 2006 (A krimi gyöngyszemei) ISBN 963-369-609-7 (Fordította: Borbás Mária)

- The Fortunes of Sir Robert Ardagh (1838) 
  - Sir Robert Ardagh. Inː Fogadó a Repülő Sárkányhoz. Budapest, Európa Könyvkiadó, 1984. 203. o. ISBN 963-07-3259-9 (Fordította: Gy. Horváth László)
  - Sir Robert Ardagh. Inː Fogadó a repülő sárkányhoz – És más kísértethistóriák. Pécs, Alexandra Könyvkiadó, 2006 (A krimi gyöngyszemei) ISBN 963-369-609-7 (Fordította: Gy. Horváth László)

- Green Tea (1869) 
  - Zöld tea. Inː 21 rémes történet. Budapest, Európa Kiadó, 1969. 115. o. (Fordította: Kászonyi Ágota)
  - A zöld tea. Inː A három idegen 1-2 – XIX. századi angol elbeszélők. Budapest, Európa Könyvkiadó, 1980. 328. o. ISBN 963-07-2033-7 (Fordította: Kászonyi Ágota)
  - Zöld tea. Inː Fogadó a Repülő Sárkányhoz. Budapest, Európa Könyvkiadó, 1984. 5. o. ISBN 963-07-3259-9 (Fordította: Kászonyi Ágota)
  - Zöld tea. Inː Fogadó a repülő sárkányhoz – És más kísértethistóriák. Pécs, Alexandra Könyvkiadó, 2006 (A krimi gyöngyszemei) ISBN 963-369-609-7 (Fordította: Kászonyi Ágota)

- The Haunted Baronet (1870)
  - A báró meg a kísértet. Inː Kalandos históriák – Négy klasszikus angol kalandregény. Budapest, Európa Könyvkiadó, 1974. 357. o. ISBN 963-07-0153-7 (Fordította: László Balázs)

- Mr Justice Harbottle (1872) 
  - Harbottle bíró úr. Inː Fogadó a Repülő Sárkányhoz. Budapest, Európa Könyvkiadó, 1984. 87. o. ISBN 963-07-3259-9 (Fordította: Kaposi Tamás)
  - Harbottle bíró úr. Inː Fogadó a repülő sárkányhoz és más kísértethistóriák. Pécs, Alexandra Könyvkiadó, 2006 (A krimi gyöngyszemei) ISBN 963-369-609-7 (Fordította: Kaposi Tamás)

- The Room in the Dragon Volant (1872) 
  - Fogadó a „Repülő Sárkány”-hoz. Inː Különös históriák. Budapest, Európa Könyvkiadó, 1966 (Fordította: Borbás Mária)
  - Fogadó a repülő sárkányhoz. Inː Fogadó a Repülő Sárkányhoz. Budapest, Európa Könyvkiadó, 1984. 264. o. ISBN 963-07-3259-9 (Fordította: Borbás Mária)
  - Fogadó a Repülő Sárkányhoz. Inː Fogadó a repülő sárkányhoz és más kísértethistóriák. Pécs, Alexandra Könyvkiadó, 2006 (A krimi gyöngyszemei) ISBN 963-369-609-7

- Some Odd Facts About the Tiled House (1863)
  - A Vörös Ház ostroma. Galaktika 91. Tudományos-fantasztikus folyóirat – IV. évfolyam 1988/4. Budapest, Móra Ferenc Ifjúsági Könyvkiadó, 1988. 20. o. (Fordította: Gyáros Erzsébet)

- Ultor de Lacy (1861) 
  - Ultor de Lacy. Inː Fogadó a Repülő Sárkányhoz. Budapest, Európa Könyvkiadó, 1984. 239. o. ISBN 963-07-3259-9 (Fordította: Gy. Horváth László)
  - Ultor de Lacy. Inː Fogadó a repülő sárkányhoz és más kísértethistóriák. Pécs, Alexandra Könyvkiadó, 2006 (A krimi gyöngyszemei) ISBN 963-369-609-7